# Phyllotreta weiseana
Phyllotreta weiseana is een keversoort uit de familie bladkevers (Chrysomelidae). De wetenschappelijke naam van de soort werd in 1901 gepubliceerd door Jacobson.